# Strange (album)
Strange − zbiór teledysków zespołu Depeche Mode.

## WydaniaMute FilmnaEuropę
- VVC248 1988
  1. A Question of Time
  2. Strangelove
  3. Never Let Me Down Again
  4. Behind the Wheel
  5. Pimpf

## WydaniaWarner Reprise Video/Sire/Mute FilmnaUSA
- 38147-3 1988
  1. A Question of Time
  2. Strangelove
  3. Never Let Me Down Again
  4. Behind the Wheel
  5. Pimpf

## Informacje
Nagrano: 

Producent: State

Produkcja: Richard Bell

Reżyseria: Anton Corbijn